# Raphael Lemkin
Raphael Lemkin (în poloneză Rafał Lemkin; n. 24 iunie 1900, Biazvodna⁠(d), Volkovysk County⁠(d), Vilna Governorate-General⁠(d), Imperiul Rus – d. 28 august 1959, New York City, New York, SUA) a fost un avocat de descendență poloneză-evreiască, cunoscut pentru conturarea cuvântului genocid și inițierea Convenției privind genocidul. Lemkin a inventat cuvântul genocid în 1943 sau 1944, de la genos (în greacă: familie, trib sau rasă) și -cide (în latină: ucidere).

## Viață

### Tinerețe
Lemkin s-a născut Rafał Lemkin la 24 iunie 1900 în Bezwodne , un sat din Volkovyssky Uyezd din guvernoratul Grodno al Imperiului Rus (actuala Belarus). El a crescut într-o familie de evrei polonezi într-o fermă mare de lângă Wolkowysk și a fost unul dintre cei trei copii născuți de Józef Lemkin și Bella née Pomeranz.  
Tatăl său a fost fermier, iar mama sa un intelectual, pictor, lingvist și student la filozofie, cu o colecție mare de cărți despre literatură și istorie. 
Lemkin și cei doi frați ai săi (Eliasz și Samuel) au fost educați acasă de mama lor. 
În tinerețe, Lemkin a fost fascinat de subiectul atrocităților și își punea adesea întrebări pe mama despre evenimente precum Sacrul Cartaginei , invaziile și cuceririle mongole și persecuția hughenoților .
Se pare că Lemkin a dat peste conceptul de atrocități în masă în timp ce, la vârsta de 12 ani, citea Quo Vadis de Henryk Sienkiewicz , în special pasajul în care Nero îi arunca pe creștini la lei.
Despre aceste povești, a scris Lemkin, „o linie de sânge condusă de la arena romană prin spânzurătoarea Franței până la pogromul din Białystok”. În scrierile sale, Lemkin a demonstrat o credință centrală a gândirii sale de-a lungul vieții: suferința evreilor din estul Poloniei făcea parte dintr-un model mai larg de nedreptate și violență care s-a întins de-a lungul istoriei și în întreaga lume.
Ferma familiei Lemkin era situată într-o zonă în care au avut loc lupte între trupele ruse și germane în timpul Primului Război Mondial . 
Familia și-a îngropat cărțile și obiectele de valoare înainte de a se adăposti într-o pădure din apropiere.
În timpul luptei, focul de artilerie le-a distrus casa, iar trupele germane le-au confiscat recoltele, caii și animalele. 
Fratele lui Lemkin, Samuel, a murit în cele din urmă de pneumonie și malnutriție, în timp ce familia a rămas în pădure. 
După ce a absolvit o școală locală de comerț din Białystok, Lemkin a început studiile de lingvistică la Universitatea Jan Kazimierz din Lwów (acum Lviv, Ucraina). Era poliglot , vorbea fluent nouă limbi și citea paisprezece. [19] Prima sa carte publicată a fost o traducere din 1926 a romanei ebraice Hayim Nahman Bialik „În spatele gardului” în poloneză, cu titlul Noah și Marinka.
În Białystok, Lemkin a devenit interesat de legile împotriva atrocităților în masă după ce a aflat despre genocidul armean din Imperiul Otoman, apoi mai târziu experiența asirienilor masacrați în Irak în timpul masacrului de la Simele din 1933.
A devenit interesat de crimele de război după ce a aflat despre procesul din 1921 al lui Soghomon Tehlirian pentru asasinarea lui Talaat Pasha.
După ce a citit despre asasinarea în 1921 a lui Talat Pașa , principalul autor al genocidului armean, la Berlin de către Soghomon Tehlirian , Lemkin l-a întrebat pe profesorul Juliusz Makarewicz de ce Talat Pașa nu ar fi putut fi judecat pentru crimele sale într-un tribunal german. Makarewicz, un național-conservator care credea că evreii și ucrainenii ar trebui expulzați din Polonia dacă refuză să se asimileze, a răspuns că doctrina suveranității statului dă guvernelor dreptul de a conduce afacerile interne după cum consideră de cuviință: „Luați în considerare cazul unui fermier. care deține o turmă de găini, el îi ucide, iar asta este treaba lui. Lemkin a răspuns: „Dar armenii nu sunt găini”. Concluzia sa finală a fost că „Suveranitatea, am argumentat, nu poate fi concepută ca drept de a ucide milioane de oameni nevinovați”. 
Lemkin s-a mutat apoi la Universitatea Heidelberg din Germania pentru a studia filozofia, revenind la Lwów pentru a studia dreptul în 1926.
În anii 1920, Lemkin a fost implicat în activități sioniste. A fost editorialist în ziarul sionist idiș Tsienistishe velt (Lumea sionistă) din Varșovia .
Unii savanți cred că sionismul său a avut o influență asupra concepției sale despre ideea de genocid, dar există o dezbatere despre natura acestei influențe.

### Pe durata celui de Al Doilea Război Mondial
El a părăsit Varșovia pe 6 septembrie 1939 și a plecat spre nord-est spre Wolkowysk . A fost prins între invadatori, germanii din vest și sovieticii care apoi s-au apropiat dinspre est. Independența Poloniei a fost stinsă prin termenii pactului dintre Stalin și Hitler .
Abia s-a eschivat de captura germană și a călătorit prin Lituania pentru a ajunge în Suedia până la începutul primăverii anului 1940. 
Acolo a ținut prelegeri la Universitatea din Stockholm. Curios de modul de impunere a stăpânirii naziste, el a început să adune decrete și ordonanțe naziste, crezând că documentele oficiale reflectau adesea obiectivele subiacente fără a le preciza în mod explicit. A petrecut mult timp în biblioteca centrală din Stockholm, adunând, traducând și analizând documentele pe care le-a adunat, căutând modele de comportament german. Munca lui Lemkin l-a determinat să vadă ca obiectiv general distrugerea angro a națiunilor asupra cărora germanii au preluat controlul. Unele documente analizate de Lemkin au fost semnate de Hitler, punând în aplicare ideile lui Mein Kampf pe Lebensraum , noul spațiu de locuit pentru a fi locuit de germani. Cu ajutorul asociatului său de dinainte de război McDermott, Lemkin a primit permisiunea de a intra în Statele Unite , ajungând în 1941.
Deși a reușit să-și salveze propria viață, a pierdut 49 de rude în Holocaust ;
Singurii membri ai familiei lui Lemkin din Europa care au supraviețuit Holocaustului au fost fratele său, Elias, și soția și cei doi fii ai fratelui său, care fuseseră trimiși într-un lagăr de muncă forțată sovietică . Cu toate acestea, Lemkin și-a ajutat cu succes fratele și familia să emigreze la Montreal, Quebec, Canada în 1948.

După ce a ajuns în Statele Unite, la invitația lui McDermott, Lemkin s-a alăturat facultății de drept de la Universitatea Duke din Carolina de Nord în 1941.
În vara anului 1942, Lemkin a ținut prelegeri la Școala de Guvernare Militară de la Universitatea Virginia. A scris, de asemenea, Military Government in Europe , o versiune preliminară a ceea ce avea să devină, în doi ani, opusul său magistral , intitulat Axis Rule in Occupied Europe. 
În 1943, Lemkin a fost numit consultant al Consiliului SUA pentru Război Economic și Administrația Economică Externă și mai târziu a devenit consilier special pentru afaceri externe al Departamentului de Război, în mare parte datorită experienței sale în dreptul internațional.
În noiembrie 1944, Carnegie Endowment for International Peace a publicat Axis Rule in Occupied Europe . Această carte a inclus o analiză juridică extinsă a stăpânirii germane în țările ocupate de Germania Nazistă în timpul celui de-al Doilea Război Mondial, împreună cu definiția termenului de genocid . Ideea lui Lemkin despre genocid ca infracțiune împotriva dreptului internațional a fost acceptată pe scară largă de comunitatea internațională și a fost unul dintre bazele juridice ale Proceselor de la Nürnberg . Între 1945 și 1946, Lemkin a devenit consilier al Curții Supreme a Statelor Unite ale Americii și consilier-șef al procesului de la Nürnberg, Robert H. Jackson . Cartea a devenit unul dintre textele de bază în studiile Holocaustului și studiul totalitarismului, violenței în masă și studiilor genocidului.

### Postbelic
După război, Lemkin a ales să rămână în Statele Unite. Începând din 1948, a ținut prelegeri despre dreptul penal la Universitatea Yale 
În 1955, a devenit profesor de drept la Rutgers School of Law din Newark. 
Lemkin și-a continuat, de asemenea, campania pentru legile internaționale care definesc și interzic genocidul, pe care a susținut-o încă de la conferința de la Madrid din 1933. El a propus o interdicție similară a crimelor împotriva umanității în Conferinței de pace de la Paris din 1945, dar propunerea sa a fost respinsă. 
Lemkin a prezentat un proiect de rezoluție pentru un tratat al Convenției de genocid unui număr de țări, în efortul de a le convinge să sponsorizeze rezoluția. Cu sprijinul Statelor Unite, rezoluția a fost prezentată Adunării Generale pentru examinare. Convenția pentru prevenirea și pedepsirea crimei de genocid a fost prezentată și adoptată în mod oficial la 9 decembrie 1948. 
În 1951, Lemkin și-a atins doar parțial obiectivul când a intrat în vigoare Convenția pentru prevenirea și pedepsirea crimei de genocid. , după ce a 20-a națiune a ratificat tratatul. 
Preocupările mai largi ale lui Lemkin cu privire la genocid, așa cum sunt expuse în Axis Rule , a îmbrățișat, de asemenea, ceea ce poate fi considerat drept non-fizic, și anume, actele psihologice de genocid. Cartea a detaliat, de asemenea, diferitele tehnici care au fost folosite pentru a realiza genocidul.
Deși Lemkin a fost sionist de-a lungul întregii sale vieți în această perioadă și-a minimizat simpatiile sioniste pentru a-i convinge pe delegații arabi și musulmani din ONU să susțină convenția ONU de genocid. 
Între 1953 și 1957, Lemkin a lucrat direct cu reprezentanții mai multor guverne, cum ar fi Egiptul, pentru a scoate în afara legii genocidul conform codurilor penale interne ale acestor țări. Lemkin a lucrat, de asemenea, cu o echipă de avocați din delegațiile arabe de la Națiunile Unite pentru a construi un caz de urmărire penală a oficialilor francezi pentru genocid în Algeria.
De asemenea, Lemkin a aplicat termenul „genocid” în articolul său din 1953 „Genocidul sovietic în Ucraina”, pe care l-a prezentat ca un discurs în New York City. 
Deși discursul în sine nu folosește cuvântul „Holodomor”, Lemkin afirmă că un program intenționat de foamete a fost „al treilea pion” al rusificării sovietice a Ucrainei și nu este de acord că decesele au fost pur și simplu o chestiune de politică economică dezastruoasă, deoarece a profilului etnic substanțial ucrainean al fermelor mici din Ucraina la acea vreme.

### Moartea și moștenirea
În ultimii ani de viață, Lemkin trăia în sărăcie într-un apartament din New York.
În 1959, la vârsta de 59 de ani, a murit în urma unui atac de cord în New York City . 
Doar câțiva oameni apropiați au participat la înmormântarea lui de la Biserica Riverside.
Lemkin a fost înmormântat în Flushing, Queens, la cimitirul Mount Hebron . 
La momentul morții sale, Lemkin a lăsat mai multe lucrări neterminate, inclusiv o Introducere în studiul genocidului și o ambițioasă Istorie a genocidului în trei volume, care conținea șaptezeci de capitole propuse și o analiză a cărții a războiului nazist. crime de la Nürnberg. 
Statele Unite, țara adoptivă a lui Lemkin, nu au ratificat Convenția de genocid în timpul vieții sale. El credea că eforturile sale de a preveni genocidul au eșuat. „Adevărul este că ploaia lucrării mele a căzut pe o câmpie nedorită”, a scris el, „numai că această ploaie a fost un amestec de sânge și lacrimi a opt milioane de oameni nevinovați din întreaga lume. Au fost incluse și lacrimile părinților mei și Prietenii mei."
Lemkin nu a fost cunoscut pe scară largă până în anii 1990, când au început urmăririle internaționale de genocid ca răspuns la atrocitățile din fosta Iugoslavie și Rwanda, iar „genocidul” a început să fie înțeles ca cea mai gravă crimă dintre toate crimele.

## Recunoaștere
Pentru munca sa privind dreptul internațional și prevenirea crimelor de război, Lemkin a primit o serie de premii, inclusiv Marea Cruce cubaneză a Ordinului Carlos Manuel de Cespedes în 1950, Premiul Stephen Wise al Congresului Evreiesc American în 1951 și Crucea de Merit a Republicii Federale Germania în 1955. La aniversarea a 50 de ani de la intrarea în vigoare a Convenției, Lemkin a fost onorat și de Secretarul General al ONU drept „un exemplu inspirator de angajament moral”. A fost nominalizat de zece ori la Premiul Nobel pentru Pace. 
În 1989 i s-a acordat, postum, Premiul Patru Libertăți pentru Libertatea Cultului. 
Lemkin este subiectul pieselor Casa lui Lemkin de Catherine Filloux (2005) și If The Whole Body Dies: Raphael Lemkin and the Treaty Against Genocide de Robert Skloot (2006). 
El a fost, de asemenea, prezentat în filmul documentar american din 2014, Watchers of the Sky .
În fiecare an, Apelul Rabinic pentru Drepturile Omului ( T'ruah ) acordă Premiul Raphael Lemkin pentru Drepturile Omului unui laic care se bazează pe valorile sale evreiești pentru a fi un lider al drepturilor omului.
La 20 noiembrie 2015, articolul lui Lemkin Genocidul sovietic în Ucraina a fost adăugat la indexul rus al „publicațiilor extremiste”, a căror distribuție în Rusia este interzisă. 
La 15 septembrie 2018, Fundația pentru Libertăți Civile din Ucraina (www.ucclf.ca) și susținătorii săi din SUA au dezvăluit prima placă din lume în ucraineană, engleză, ebraică și idiș în cinstea lui Lemkin pentru recunoașterea tragicii foamete din 1932–1933 din lume. Uniunea Sovietică, Holodomor , la Institutul Ucrainean al Americii, din New York City, care marchează cea de-a 75-a aniversare a discursului lui Lemkin, „Genocidul sovietic în Ucraina”.

## Lucrări
- Codul penal polonez din 1932 și Legea infracțiunilor minore . Tradus de McDermott, Malcolm; Lemkin, Raphael. Durham, Carolina de Nord: Duke University Press. 1939.

- Lemkin, Raphael (1933). Acte care constituie un pericol general (transnațional) considerate infracțiuni împotriva dreptului națiunilor (Conferința a V-a pentru unificarea dreptului penal) . Madrid.

- Lemkin, Raphael (1939). La reglementarea plăților internaționale; traité de droit comparé sur les devises, le clearing et les accords de paiements, les conflits des lois . Paris: A. Pedone.

- Lemkin, Raphael (1942). Legi, decrete și reglementări cheie emise de Axe în Europa ocupată . Washington: Consiliul de Război Economic, Filiala de Blocare și Aprovizionare, Divizia de Reocupare.

- Lemkin, Raphael (1943). Stăpânirea axei în Europa ocupată: legile ocupației, analiza guvernării, propuneri de reparații . Clark, NJ: Lawbook Exchange.

- Lemkin, Raphael (1945).

„Genocidul, o crimă modernă”. Lume liberă.
- Lemkin, Raphael (aprilie 1946). „Crima de genocid”. Savant american.

- „Genocid: un comentariu asupra convenției”

- Stone, Dan (2013). Holocaustul, fascismul și memoria: eseuri în istoria ideilor (Capitolul 2)

- Lemkin, Raphael (2014). Genocidul sovietic în Ucraina. Kingston: Kashtan Press.